# Mark Few
Mark Norman Few (nacido el 27 de diciembre de 1962 en Creswell, Oregón) es un entrenador de baloncesto estadounidense que ejerce en la NCAA.

## Trayectoria
- Universidad de Gonzaga  (1990-1999), (Asist.)
- Universidad de Gonzaga  (1999-)